# حبالین
حبالین (به عربی: حبالین) یک منطقهٔ مسکونی در لبنان است که در استان جبل لبنان واقع شده‌است. حبالین ۵۴۰ متر بالاتر از سطح دریا واقع شده‌است.